# Municipio de Taylor (condado de Columbia)
El municipio de Taylor (en inglés: Taylor Township) es un municipio ubicado en el condado de Columbia en el estado estadounidense de Arkansas. En el año 2010 tenía una población de 1596 habitantes y una densidad poblacional de 6,26 personas por km².

## Geografía
El municipio de Taylor se encuentra ubicado en las coordenadas 33°8′28″N 93°26′20″O / 33.14111, -93.43889. Según la Oficina del Censo de los Estados Unidos, el municipio tiene una superficie total de 254.93 km², de la cual 254,93 km² corresponden a tierra firme y (0 %) 0.01 km² es agua.

## Demografía
Según el censo de 2010, había 1596 personas residiendo en el municipio de Taylor. La densidad de población era de 6,26 hab./km². De los 1596 habitantes, el municipio de Taylor estaba compuesto por el 85,46 % blancos, el 12,84 % eran afroamericanos, el 0,38 % eran amerindios, el 0,38 % eran asiáticos, el 0,19 % eran de otras razas y el 0,75 % eran de una mezcla de razas. Del total de la población el 1,82 % eran hispanos o latinos de cualquier raza.